# Françoise van Orléans (1902-1953)

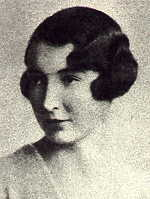
Prinses Françoise van Orléans, prinses van Griekenland en Denemarken

Françoise Isabelle Louise Marie van Orléans (Parijs, 25 december 1902 - aldaar, 25 februari 1953) was een Franse prinses uit het huis Bourbon-Orléans. 
Zij was een dochter van Jean Pierre van Bourbon-Orléans en Isabella van Orléans en een zuster van de orleanistische troonpretendent Henri van Orléans.
Op 11 februari 1929 trouwde zij met prins Christoffel van Griekenland, het jongste kind van koning George I van Griekenland en koningin Olga. Hij was zes jaar eerder weduwnaar geworden, na het overlijden van zijn vrouw prinses Anastasia. Het huwelijk ging door in het Palazzo d'Orléans in Palermo, Sicilië.
Françoise en Christoffel kregen samen één zoon:
- Michaël (1939-2024), schrijver van historische romans.

Een jaar na diens geboorte, overleed Christoffel. Prinses Françoise zou haar man twaalf jaar overleven.